# Simcha Ehrlich

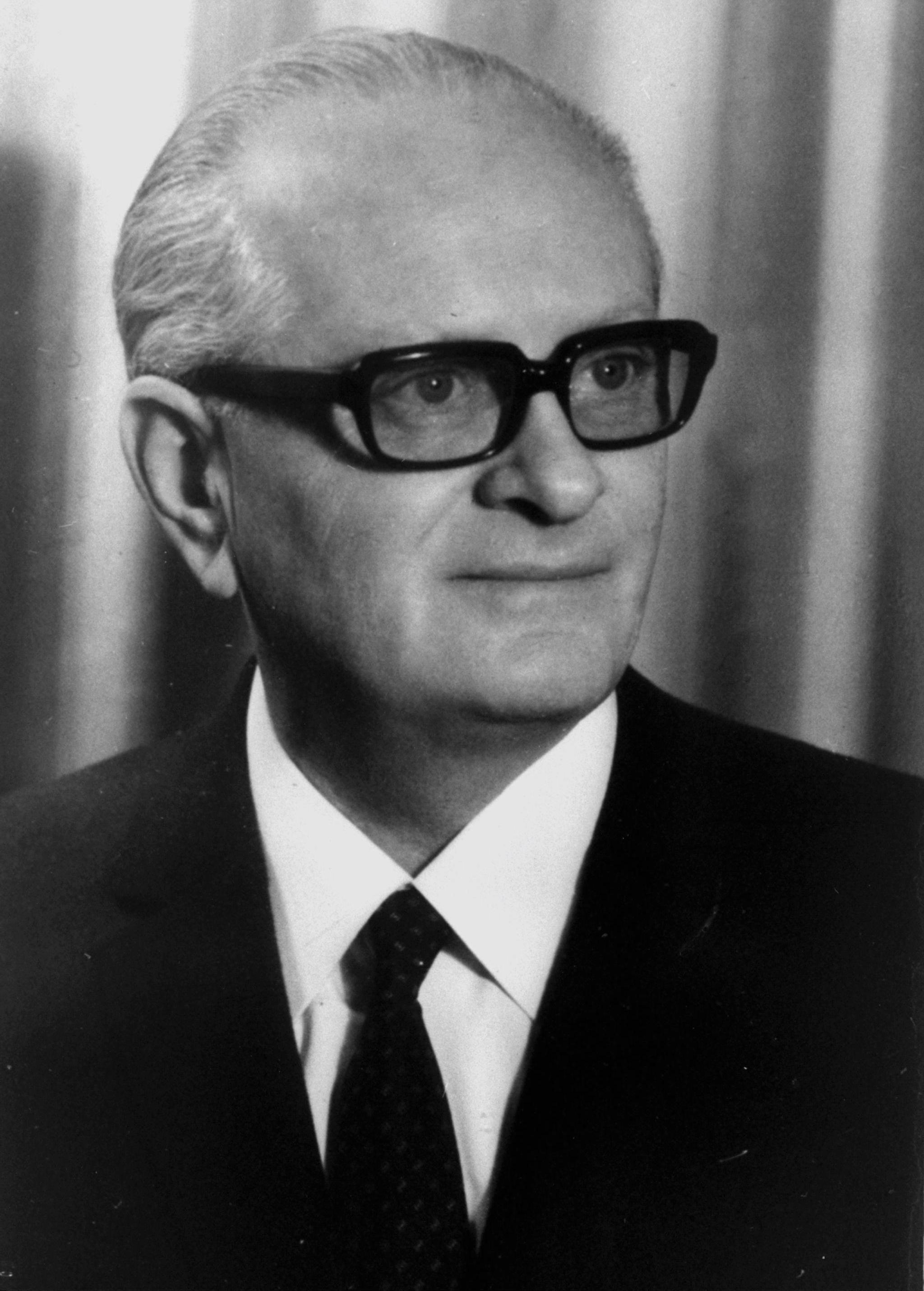
Simcha Ehrlich, 1969

Simcha Ehrlich (hebräisch שִׂמְחָה אֵרְלִיךְ; * 15. Dezember 1915 in Bychawa, Russisches Kaiserreich; † 19. Juni 1983 in Jerusalem) war ein israelischer Politiker. Von 1977 bis 1979 war er in der Regierung von Menachem Begin Finanzminister und später auch Landwirtschaftsminister.

## Leben
Ehrlich war Mitglied der Jugendbewegung der Allgemeinen Zionisten in Polen. 1938 wanderte er nach Palästina aus und arbeitete als Landwirt in Nes Ziona. Nach der Gründung des Staates Israel wurde er Mitglied der Liberalen Partei. 1955 wurde er in den Stadtrat von Tel Aviv-Jaffa gewählt. Er studierte Optik und gründete eine Fabrik für Kontaktlinsen. Von 1962 bis 1965 war er Bürgermeister der Stadt. 1969 trat er aus dem Stadtrat aus und wurde auf der Liste von Gachal, einer Koalition zwischen der Liberalen Partei und Cherut, in die Knesset gewählt. 1976 wurde er zum Vorsitzenden der liberalen Miflaga Liberalit Jisreʾelit gewählt.
Nach den Parlamentswahlen von 1977 wurde er zum Finanzminister und stellvertretenden Premierminister ernannt. Als Finanzminister versuchte er, die israelische Wirtschaft durch Aufhebung der Devisenbeschränkungen und der Steuern für Auslandsreisen sowie durch Verbilligung der Importgüter anzukurbeln. Doch statt der erhofften positiven Auswirkungen kam es zu einer Verschlechterung der Zahlungsbilanz, einem drastischen Anstieg der Inflationsrate und einem massenhaften Anstieg importierter Waren. Ehrlich musste deshalb 1979 als Finanzminister zurücktreten, behielt jedoch sein Amt als stellvertretender Premierminister und war für die Entwicklung von Galiläa, des arabischen Sektors und der Eingliederung von Neueinwanderern zuständig. Nach den Wahlen von 1981 wurde Ehrlich zum Landwirtschaftsminister ernannt und blieb bis zu seinem Tod stellvertretender Premierminister. 
Am 5. Juni 1982 enthielten er und Yitzhak Berman sich in der Sondersitzung des Ministerrats der Stimme, als Israel den Libanonkrieg begann. Menachem Begin hatte ihnen keine für sie zufriedenstellenden Antworten über das beabsichtigte Vorgehen bei einem militärischen Vormarsch auf Beirut geben können.